# Anthene neglecta
Anthene neglecta är en fjärilsart som beskrevs av Henry Trimen 1891. Anthene neglecta ingår i släktet Anthene och familjen juvelvingar. Inga underarter finns listade i Catalogue of Life.